# Thelypteris struthiopteroides
Thelypteris struthiopteroides är en kärrbräkenväxtart som först beskrevs av Carl Frederik Albert Christensen, och fick sitt nu gällande namn av Clyde Franklin Reed. Thelypteris struthiopteroides ingår i släktet Thelypteris och familjen Thelypteridaceae. Inga underarter finns listade.